# هان سولو

هان سولو Han Solo هو شخصية خيالية في عالم حرب النجوم، وهو أحد الشخصيات الرئيسية في الثلاثية الأصلية، ومثل دوره الممثل الأمريكي هاريسون فورد. سولو هو طيار يعمل بتهريب البضائع مع مساعده الطيار تشوباكا (بيتر مايهيو)، وهو يكافح لكسب لقمة عيشه، ويمتاز بطريقة كلامه الساخرة. انضم سولو إلى تحالف الثوار ضد الإمبراطورية المجرية. وعلى مدار السلسلة، أصبح سولو أحد رموز التحالف والحكومات المجرية التالية. وصفه جورج لوكاس بأنه «شخصية وحيدة تدرك أهمية وجودها داخل مجموعة وتساعدها للصالح العام». يقود سولو سفينة اسمها ميلينيوم فالكون أو صقر الألفية.

## ظهوره في الأفلام

### الحلقة الرابعة: أمل جديد
ظهر سولو وتشوباكا في الحلقة الرابعة عام 1977، حيث كانا طيارين ومدينين بالمال لزعيم الجريمة جابا ذا هات، بعد أن فقدا شحنة ثمينة تخصه. يقبل سولو عرض لوك سكاي ووكر لنقله مع رفاقه إلى كوكب ألديران على سفينته مقابل دفعة يصفى بها الدين. لكنهم يكتشفون أن الكوكب قد دُمّر عن طريق نجمة الموت، وتم أسر سفينته وحملت إلى محطة المعركة. يقرر سولو وتشوباكا مساعدة سكايواكر في إنقاذ الأميرة ليا الأسيرة على متن المحطة، على أمل الحصول على جائزة كبيرة. بعد نجاح المهمة، يقوم سولو وزميله بإيصال سكايواكر ورفاقه إلى تحالف الثوار، ويتلقون أتعابهم ويغادرون. لكن سولو غيّر رأيه، وعاد لإنقاذ حياة سكايواكر خلال معركة الفيلم النهائية، ليتمكن سكايواكر في النهاية من تدمير نجمة الموت. تلقى سولو وساما جزاء على أعماله البطولية وتم تعيينه قائدا تحالف الثوار.

### الحلقة الخامسة: الإمبراطورية ترد الضربة
في الحلقة الخامسة، يظهر هان سولو مجددا وهو يخاطر بحياته لإنقاذ لوك، حيث تحدى عاصفة ثلجية على كوكب هوث الثلجي لإنقاذ صديقه الجريح. وعندما هاجمت الإمبراطورية قاعدة الثوار، قام سولو بنقل رفاقه إلى مدينة السحاب ووضعهم برفقة صديقه القديم لاندو كالريسيان. قام صياد الجوائز بوبا فيت بتتبع سفينة سولو، ومن هناك قام دارث فيدر بإجبار كالريسيان ليساعده على أسر سولو، والذي تم حبسه في صندوق كربون ليتم تسليمه إلى جابا ذا هات. لكن لاندو استطاع أن يحرر باقي الأسرى (وإن فشل في تحرير سولو)؛ وهرب فيت مع جسد سولو المجمد. هناك عداوة قديمة بين فيت وسولو وذلك أن سولو مهرب وفيت صياد جوائز.

### الحلقة السادسة: عودة الجيداي
في الحلقة السادسة كان جسد سولو لا يزال مجمدا، وحاولت الأميرة ليا التوغل في قصر جابا لتحرره وتنجح في تخليصه من الصندوق؛ لكن جابا يقبض عليهم قبل أن يتمكنوا من الهرب. أمر جابا أن يتم إعدامهم، لكن سولو ساعد سكايواكر وليا في هزيمة جابا وأتباعه والتخلص من بوبا فيت قبل هروبهم. عاد سولو مجددا مع الثوار وتمت ترقيته لرتبة جنرال. ذهب سولو مع الفريق إلى قمر الغابات التابع لإندور وحاول تعطيل حقل القوة الذي يحمي نجمة الموت الثانية، وساعدتهم كائنات الإيووك، في الوقت الذي كان فيه لوك يحارب أباه على نجمة الموت. في نهاية الفيلم، ينضم سولو إلى الثوار في احتفالاتهم بدمار نجمة الموت والإمبراطورية. في النهاية، أعلن سولو وليا عن حبهما لبعضهما.

### الثلاثية التالية
في 6 فبراير 2013، ذكرت جريدة إنترتينمنت ويكلي أن شركة والت ديزني، التي اشترت لوكاس فيلم وحرب النجوم في 2012، أنها ستنتج فيلما مستقلا من بطولة هان سولو وتقع أحداثه بين الحلقتين الثالثة والرابعة. كما أعلنت أيضا أن هاريسون فورد سيكرر دوره في الفيلم الأول من ثلاثية حرب النجوم القادمة.

### الحلقة السابعة: القوة تنهض
بعد 30 سنة من هزيمة الإمبراطورية، سيطر النظام الأول الخارج من حطامها على المجرة بقيادة القائد سنوك ومساعدة كايلو رين الذي هو ابن هان سولو وليا واسمه هو بين سولو الذي تم إغواؤه إلى الجانب المظلم. عندما جاء الهاربان (الفتاه راي) و (الجندي فين) بسفينة هان سولو المسروقة

## العالم الموسع
كتب بريان دايلي سلسلة روايات، نشر أولها في عام 1979، ويستطلع فيها يستكشف مغامرات سولو وتشوباكا في عالم التهريب، كما كتبت آن كريسبين، ثلاثية هان سولو (1997 -1998) وهي تتعمق في أصله وماضيه، وفي قصص كريسبين فإن سولو يظهر وهو يمتهن الشحاذة والنشل في صباه، ثم أصبح طيارا ودخل في الجيش الإمبراطوري. فقد سولو رتبته وطرد عندما رفض أن يسلخ تشوباكا، الذي استولي على سفينة تحمل أطفالا من كائنات الووكي (فصيلة تشوباكا) ليتم بيعهم كعبيد؛ ظل تشوباكا تابعا لسولو حيث كان مدينا له بحياته. عمل الاثنان في التهريب، وربح سولو سفينته «صقر الألفية» من لاندو كالريسيان في لعبة ورق. التقى سولو بقائدة المتمردين بريا ثارين (والتي كانت حبيبته في وقت سابق) وطلبت مساعدتهما في مهاجمة مستعمرة عبيد. نجح الفريق في المهمة، لكن ثارين سرقت بضاعتهم المهربة لمساعدة الثوار. اضطر سولو وتشوباكا للعمل لدى جابا ذا هات؛ لكن عملاء الإمبراطورية يجبرون المهربين على رمي بضاعتهم، ما نتج عنه الدين الذي كان عليهما سداده في بداية الحلقة الرابعة.
لعب سولو عدة أدوار مركزية في عدد من قصص حرب النجوم التي تدور أحداثها بعد فيلم عودة الجيداي. في قصة مغازلة الأميرة ليا (1995)، يترك سولو مركزه ليتزوج من ليا، وينجب منها ثلاثة أطفال، هم جاينا وجاسن وأناكين. يموت تشوباكا وهو ينقذ حياة أناكين في قصة بداية الموجه (1999)، ما جعل سولو فريسة للاكتئاب. في قصة نجمة بنجمة (2001)، يموت أناكين أيضا، ما يزيد الأسى داخل سولو. لكنه يتعلم في نهاية السلسلة أن يتقبل وفاة ابنه وصديقه، ويتصالح مع عائلته.
في سلسلة قصص إرث القوة، أصبح جاسن سولو أحد أسياد السيث وسمى نفسه دارث كايدوس ودفع بالمجرة إلى حرب أهلية دامية. تبرأ هان من ابنه جاسن، وعند موت جاسن في قصة المنيع، تبنى هو وليا حفيدتهما من جاسن.

## التأثير ورد فعل النقاد
صور سولو بأنه مهرب متهور ذا طبيعة ساخرة؛ حيث يظهر كرجل عملي ذو طبيعة مادية، لكن مغامراته مع الفريق أظهرت بداخله جانب التعاطف.
أصبح هان سولو أحد أكثر شخصيات حرب النجوم شعبية. قام معهد الفيلم الأمريكي بتصنيفه في المرتبة 14 ضمن أعظم بطل في السينما. وعدته مجلة إمباير في المرتبة الرابعة بين أعظم الشخصيات السينمائية على الإطلاق. بينما وضعت إنترتينمنت ويكلي الشخصية في المرتبة السابعة بين أقوى أبطال الثقافة الشعبية. بينما وضعه موقع فاندومانيا في المرتبة 15 بين أعظم 100 شخصية خيالية. أدرجه موقع IGN في المرتبة الثانية بين أعظم شخصيات حرب النجوم (بعد دارث فيدر)، بالإضافة إلى وضعه بين أهم عشرة شخصيات في حرب النجوم والتي تحتاج إلى سلسلة خاصة بها.
أشار بن ماتس، منتج لعبة أمير فارس، أن فريقه "استلهم أفكاره من كل ما قدمه هاريسون فورد، وبالأخص إنديانا جونز وهان سولو”. كما استلهم كريس باين شخصيتي هان سولو وانديانا جونز عندما حضر لدور الكابتن جيمس كيرك في فيلم ستار تريك عام 2009، وبالأخص جانب الفكاهة والبطل بالصدفة.